# A Bíblia (especial)
A Bíblia é um especial que une os textos dos autores Vivian de Oliveira, Renato Modesto, Camilo Pellegrini, Raphaela Castro e Stephanie Ribeiro, todos transmitidos pela Record. Foi exibido de 23 de novembro de 2021 a 25 de março de 2022, obtendo num total de 89 capítulos, substituindo Gênesis e sendo substituída pela reprise compacta de Jesus.

## Produção
Em 10 de junho de 2021, a Record anuncia a novela Reis como substituta de Gênesis, com a estreia prevista inicialmente para o mês de agosto. No entanto, com o atraso na entrega dos textos e na escalação do elenco, que ocorreu às pressas, em 18 de outubro de 2021, é anunciada uma reprise especial de Os Dez Mandamentos (2015) e A Terra Prometida (2016), mas em forma de pequenos compactos narrados com período inicial de estreia para a primeira quinzena de novembro. A justificativa usada era de preparar o terreno para a próxima novela inédita. Para preparar o especial, a Record optou por esticar Gênesis, ultrapassando a marca dos 150 capítulos iniciais, passando a fechar com 220.
O título a princípio do resumo se chamaria Testamento – A herança que não pode ser esquecida. No entanto, devido a repercussão negativa na escolha do nome, em 11 de novembro de 2021 é definido que o especial passa a se chamar A Bíblia. Com a definição do novo nome, foi anunciado que Gênesis (2021) também fará parte do especial, mas com a reapresentação da fase Jardim do Éden e algumas fases retratadas.
A Bíblia também é o nome de uma série homônima exibida pelo canal em 2013.
Em 21 de novembro, a Record exibiu o especial A História do Maior Best-Seller de Todos os Tempos, logo após o Domingo Espetacular, como uma forma de divulgar o especial.

## Enredo

### Gênesis
Gênesis narra a história de grandes eventos exclusivos. Ela começa nos dando um entendimento maior do porquê existimos e como de perfeitos, nos tornamos imperfeitos. A origem de todos os problemas sociais e raciais está lá no início de tudo, quando, através de uma decisão, o ser humano, que só conhecia o bem e desfrutava tanto dele, escolheu também conhecer o mal.
Com essa escolha, vemos como os primeiros protagonistas, Adão (Carlo Porto) e Eva (Juliana Boller), pagaram um alto preço, que se estendeu aos seus filhos, Caim (Eduardo Speroni) e Abel (Caio Manhente), e em pouco tempo se alastrou para todas as próximas gerações, as tornando completamente pervertidas e injustas. Se não fosse por Noé (Oscar Magrini), não sobraria ninguém para contar essa história depois do grande dilúvio que veio sobre a Terra.
No entanto, como normalmente acontece, com a mudança de gerações, veio também o afastamento dos bons costumes e princípios que Deus achara em Noé. Um de seus descendentes, Ninrode (Pablo Morais), não satisfeito com todo poder e liderança que já possuía, decidiu construir a Torre de Babel para chegar aos céus e não precisar ter que dar satisfação da sua vida a ninguém, inclusive a Deus. E foi assim que a humanidade se dividiu definitivamente, e criaram-se povos e nações de diversas línguas.
Para que a sua principal criação não se perdesse de novo, como aconteceu na época do Dilúvio, Deus então escolhe um homem, Abrão (Zé Carlos Machado), filho de Terá (Ângelo Paes Leme), um morador de Ur dos Caldeus. E através de Abrão e Sarai (Adriana Garambone), sua mulher, uma geração separada se forma, longe da cidade, longe dos demais povos e longe dos muitos costumes da época. É por isso que a história desse casal de protagonistas se inicia bem antes desse chamado, em Ur dos Caldeus, através da história de seu pai Terá.

### Os Dez Mandamentos
A história dessa família escolhida entre todas as demais famílias da Terra continua através de Isaac (Guilherme Dellorto) e Rebeca (Bárbara França), Jacó (Petrônio Gontijo) e José (Juliano Laham). Vemos seus conflitos, suas decisões erradas e certeiras com todas as consequências que vêm junto. Anos depois no Egito, o povo hebreu é escravizado por esquecer de Deus até que, o poderoso faraó Seti I (Zé Carlos Machado), que nunca escondeu seu ódio pelos hebreus, determina a morte de todos os bebês de origem israelita do sexo masculino. Muitos recém-nascidos tiveram suas vidas interrompidas ao serem jogados no rio Nilo. No entanto, um deles foi salvo por sua família, que o colocou dentro de um cesto, confiando que Deus o guiaria pelo rio a um local seguro. O menino do cesto acabou sendo acolhido pela princesa Henutmire (Mel Lisboa) que, em um ato de piedade, resolveu cuidar da criança. Ela o batizou de Moisés e o criou como um verdadeiro príncipe egípcio, ao lado de seu tio-irmão Ramsés (Edu Pinheiro) e da bela Nefertari (Giovanna Maluf). A beleza dela despertará o amor dos dois, que viverão muitos conflitos.
Moisés, já adulto (Guilherme Winter), se envolve com o sofrimento de seu povo e enfrenta o temível faraó. Após desavenças, ele foge e vai para Midiã, onde se casa com a rebelde Zípora (Giselle Itié) e passa a trabalhar como pastor de ovelhas. É lá que, durante o pastoreio de seu rebanho, a vida de Moisés muda para sempre. Ele recebe um chamado de Deus, que o manda de volta ao Egito para libertar seu povo da escravidão. Em seu retorno, Moisés encontra seus irmãos Arão (Petrônio Gontijo) e Miriã (Larissa Maciel), além de sua mãe Joquebede (Denise Del Vecchio). Para cumprir o que Deus ordenou, o profeta precisa enfrentar um grande inimigo, seu tio-irmão Ramsés (Sérgio Marone), faraó do Egito naquela época, que fará de tudo para impedir Moisés de retirar seu povo de lá.
É nesse cenário que a insistência de Ramsés fará o povo egípcio enfrentar dez pragas enviadas por Deus: águas virarão sangue; rãs, piolhos, moscas e gafanhotos invadirão a região; doenças atingirão os animais; fogo e granizo cairão do céu; as trevas ocuparão o lugar da luz; e, por fim, a morte dos primogênitos egípcios. Após a décima praga, que custou a morte de seu filho mais velho, Ramsés permite ao povo hebreu abandonar o Egito. No entanto, ele volta atrás e manda seu exército perseguir os hebreus no deserto. Durante a perseguição, ocorre um dos mais famosos milagres bíblicos: Deus abre o Mar Vermelho, permitindo aos hebreus atravessá-lo a pés secos. Quando seu povo chega ao outro lado, Deus fecha o mar, afogando e matando todo exército egípcio.

### A Terra Prometida
Aproximadamente 1200 a.C. – Acampamento hebreu em Sitim, no deserto de Moabe. Após a morte de Moisés, Josué é o novo líder dos hebreus. Ele é um guerreiro experiente, dotado de coragem, determinação e de uma fé poderosa. Mas não é tarefa fácil conduzir um povo ao seu destino. Com seus aliados mais próximos e de confiança, o sacerdote levita Eleazar e o líder da tribo de Judá Calebe, Josué tem que cumprir uma difícil missão ordenada por Deus: comandar as doze tribos de Israel na conquista de Canaã, a Terra Prometida.
É um grande desafio porque, para chegar a Canaã, é preciso cruzar antes de tudo o Rio Jordão que está caudaloso como nunca, em época de cheia. Depois os hebreus terão que guerrear contra os cananeus que dominam aquela terra, povos pagãos, idólatras e extremamente violentos. Ao longo da telenovela, enfrentarão reis, rainhas, nobres e generais perigosos, vingativos e exóticos como o rei Marek, a rainha Kalesi e o comandante chefe Tibar, de Jericó; o rei Durgal e seu irmão, o governador Kamir, do reino de Ai; entre outros vilões ameaçadores. O primeiro grande confronto de Israel é contra o fortificado reino de Jericó, protegido por lendárias muralhas duplas que, além de altíssimas, possuem quatro metros de largura cada uma, um obstáculo aparentemente intransponível. Porém nada é impossível para aqueles que são escolhidos pelo Senhor e nele depositam uma fé verdadeira. Auxiliados por prodigiosos milagres do Senhor, Josué e os hebreus atravessam o Jordão, veem as muralhas desabarem ao som de suas trombetas e gritos e vão vencendo bravamente cada um dos reinos inimigos que encontram no seu caminho.

## Episódios

### Gênesis
| N°  | Título dos Episódios    |
| --- | ----------------------- |
| 001 | A Criação               |
| 002 | Caim e Abel             |
| 003 | Arca de Noé             |
| 004 | O Dilúvio               |
| 005 | Torre de Babel          |
| 006 | A Terra de Abrão        |
| 007 | A Parentela de Abrão    |
| 008 | Abrão e Sarai           |
| 009 | O Chamado de Abrão      |
| 010 | Abrão no Egito          |
| 011 | Maldição no Egito       |
| 012 | Ló Vai Embora           |
| 013 | A Guerra dos Nove Reis  |
| 014 | Aliança com Deus        |
| 015 | Agar e Sarai            |
| 016 | A Visita dos Anjos      |
| 017 | Sodoma e Gomorra        |
| 018 | Sara no Harém           |
| 019 | Nascimento de Isaque    |
| 020 | O Sacrifício De Isaque  |
| 021 | Esposa Para Isaque      |
| 022 | Isaque e Rebeca         |
| 023 | Nascimento dos Gêmeos   |
| 024 | A Inveja dos Filisteus  |
| 025 | A Primogenitura         |
| 026 | A Escada do Céu         |
| 027 | Encontro com Raquel     |
| 028 | Casamento de Jacó       |
| 029 | Esposas de Jacó         |
| 030 | Lia VS Raquel           |
| 031 | O Salário de Jacó       |
| 032 | Jacó Vai Embora         |
| 033 | A Luta Com Deus         |
| 034 | Diná é Desflorada       |
| 035 | Filhos de Jacó          |
| 036 | A Maldade dos Irmãos    |
| 037 | O Luto de Jacó          |
| 038 | A Culpa de Jacó         |
| 039 | A Tentação de José      |
| 040 | Governador do Egito     |
| 041 | Os Filhos de Judá       |
| 042 | Judá e Tamar            |
| 043 | José Encontra os Irmãos |
| 044 | José se Revela          |
| 045 | O Encontro Com Israel   |

### Os Dez Mandamentos
| N°  | Título dos Episódios        |
| --- | --------------------------- |
| 046 | O Nascimento de Moisés      |
| 047 | A Educação de Moisés        |
| 048 | O Conflito de Moisés        |
| 049 | A Família de Sangue         |
| 050 | A Fuga de Moisés            |
| 051 | Moisés e Zípora             |
| 052 | A Situação no Egito         |
| 053 | A Sarça Ardente             |
| 054 | A Volta ao Egito            |
| 055 | Encontro com Faraó          |
| 056 | Água em Sangue              |
| 057 | Sede no Egito               |
| 058 | Rãs e Piolhos               |
| 059 | Peste, dor e Fome           |
| 060 | Fogo do Céu                 |
| 061 | Os Gafanhotos e a Escuridão |
| 062 | A Dureza de Coração         |
| 063 | O Anjo da Morte             |
| 064 | O Êxodo                     |
| 065 | Abertura do Mar             |
| 066 | Fome, sede e Perigo         |
| 067 | O Bezerro de Ouro           |
| 068 | Os Dez Mandamentos          |
| 069 | O Sacerdócio                |
| 070 | Inveja no Arraial           |
| 071 | Rebeldia no Arraial         |
| 072 | Abertura da Terra           |
| 073 | A Morte de Moisés           |

### A Terra Prometida
| N°  | Título dos Episódios   |
| --- | ---------------------- |
| 074 | A Insegurança de Josué |
| 075 | Espias em Jericó       |
| 076 | Raabe e os Espias      |
| 077 | Abertura do Jordão     |
| 078 | Josué é Reconhecido    |
| 079 | A Circuncisão          |
| 080 | Rumo a Jericó          |
| 081 | As Muralhas de Jericó  |
| 082 | Amor e Preconceito     |
| 083 | Espias em Ai           |
| 084 | Uma Nova Raabe         |
| 085 | Derrota em Ai          |
| 086 | O Pecado de Acã        |
| 087 | Ai é Destruída         |
| 088 | Josué é Enganado       |
| 089 | Josué Morre            |

## Exibição
| Novela | Novela             | Capítulos | Exibição              | Exibição               | Exibição               | Exibição              | Exibição  |
| Novela | Novela             | Capítulos | Estreia original      | Final original         | Estreia no especial    | Término no especial   | Capítulos |
| ------ | ------------------ | --------- | --------------------- | ---------------------- | ---------------------- | --------------------- | --------- |
|        | Gênesis            | 220       | 19 de janeiro de 2021 | 22 de novembro de 2021 | 23 de novembro de 2021 | 24 de janeiro de 2022 | 45        |
|        | Os Dez Mandamentos | 242       | 23 de março de 2015   | 4 de julho de 2016     | 25 de janeiro de 2022  | 3 de março de 2022    | 28        |
|        | A Terra Prometida  | 179       | 5 de julho de 2016    | 13 de março de 2017    | 4 de março de 2022     | 25 de março de 2022   | 16        |

## Audiência
O primeiro capítulo, intitulado A Criação, obteve 11,3 pontos, mantendo a vice-liderança no horário nobre. O segundo capítulo, intitulado Caim e Abel, registrou 11,8 pontos. Porém, já no terceiro capítulo em diante, começou a sofrer queda de audiência, se estagnando na casa dos 9 pontos. Após três semanas no ar, A Bíblia registrou 7,6 pontos de audiência no capítulo exibido em 10 de dezembro de 2021. No dia 24 de dezembro, acumulou até então a sua pior média com 4,6 pontos, sendo superada no dia 31 com 3,4 pontos. Com o capítulo O Anjo da Morte, bate seu primeiro recorde desde a estreia com 12 pontos. Já o esperado capítulo especial Abertura do Mar, exibido em 21 de fevereiro de 2022, a trama registra seu segundo recorde com 12,9 pontos, chegando a picos de 14. O último capítulo cravou 8,3 pontos, mantendo a vice-liderança. Teve média geral de 8,9 pontos.